# Neuhaus an der Pegnitz
Neuhaus an der Pegnitz là một đô thị ở Nürnberger Land bang Bayern thuộc nước Đức.